# رومانو بوناگرا
رومانو بوناگرا (انگلیسی: Romano Bonagura; ۱۵ اکتبر ۱۹۳۰ – ۳۰ اکتبر ۲۰۱۰)از برندگان مدال‌های بازی‌های المپیک اهل ایتالیا بود.